# Dicheirotrichus obscuricollis
Dicheirotrichus obscuricollis is een keversoort uit de familie van de loopkevers (Carabidae). De wetenschappelijke naam van de soort is voor het eerst geldig gepubliceerd in 1899 door Reitter In Tschitscherine.